# Ronald Edmonds
Pour les articles homonymes, voir Edmonds.
Ronald Allen Edmonds est un photographe américain né le 16 juin 1946 à Richmond (Californie) et mort le 31 mai 2024 à Falls Church en Virginie.
Photojournaliste de l'Associated Press, il reçoit notamment le prix Pulitzer de la photographie d'actualité en 1982 pour sa couverture de la tentative d'assassinat de Ronald Reagan,.